# Jerzy Maksymiuk
Jerzy Jan Maksymiuk, né le 9 avril 1936  à Grodno (aujourd'hui en Biélorussie), est un chef d'orchestre polonais.

## Biographie
Après des études de composition, piano et de direction d'orchestre au Conservatoire de Varsovie (École nationale supérieure de musique de Varsovie), il devient chef d'orchestre. Il crée l'orchestre de chambre polonais (pl). À partir de 1963, il commence à composer des musiques de films, pour Ewa Petelska et Czesław Petelski (en), Jan Łomnicki ou Wojciech Has. Il compose ainsi la musique du film La Clepsydre (1973).
De 1975 à 1977, il est le chef de l'orchestre symphonique national de la radio polonaise.
De 1983 à 1993, il dirige le BBC Scottish Symphony Orchestra. Au Royaume-Uni, il a aussi dirigé de nombreux orchestres comme l'orchestre symphonique de la BBC ou l'orchestre symphonique de Londres. 
En 1993, il est devenu le chef principal de l'orchestre philharmonique de Cracovie (en).